# Thomas Ramos
Thomas Ramos (Mazamet, 23 luglio 1995) è un rugbista a 15 francese, che gioca come estremo nel Tolosa in Top 14.

## Biografia
Nato e cresciuto a Mazamet, Ramos cominciò a giocare a rugby all'età di cinque anni nella squadra del luogo, il SC Mazamet. Compiuti quindici anni, si iscrisse ad un liceo presso la città di Tolosa ed a partire dal secondo anno di scuola entrò a far parte del settore giovanile dello Stade Toulousain. Nel 2014, a soli diciotto anni, fece il suo esordio professionistico in Top 14 contro il Castres segnando anche una meta. Dopo aver ottenuto solamente sei presenze in prima squadra nell'arco di tre stagioni, fu mandato in prestito per l'annata 2016-2017 al Colomiers militante in Pro D2. Qui si impose come estremo titolare ed a fine anno risultò il miglior marcatore del campionato con 345 punti, venendo eletto miglior giocatore del torneo. Dopo il ritorno a Tolosa, contribuì alla vittoria del Top 14 2018-2019 segnando il maggior numero di punti nella competizione (259).
A livello internazionale, Ramos rappresentò nel 2015 la Nazionale francese under-20 disputando sia il Sei Nazioni di categoria che il mondiale giovanile. Fu convocato per la prima volta nella Francia dal ct Jacques Brunel che lo incluse nel gruppo di giocatori per il Sei Nazioni 2019, torneo nel quale esordì contro l'Inghilterra ed ottenne quattro presenze complessive, segnando la sua prima meta internazionale contro la Scozia. Le sue prestazioni nelle tre amichevoli estive con Scozia ed Italia, gli valsero la convocazione nella squadra francese selezionata per la Coppa del Mondo di rugby 2019. Nel corso del torneo iridato scese in campo solamente nei due incontri della fase a gironi contro Argentina e Stati Uniti. Inizialmente non considerato dal nuovo commissario tecnico Fabien Galthié nel gruppo chiamato per il Sei Nazioni 2020, tornò a giocare in nazionale in occasione della terza giornata del torneo che vide i Bleus impegnati contro il Galles.
Ramos vanta una presenza con i Barbarians francesi nell'incontro con i Māori All Blacks del novembre 2017.

## Palmarès
- Campionati francesi: 3
Tolosa: 2018-19, 2020-2021, 2022-23
- Champions Cup: 2
Tolosa: 2020-21, 2023-24